# Atherigona santimensis
Atherigona santimensis este o specie de muște din genul Atherigona, familia Muscidae, descrisă de Shinonaga și Huang în anul 2007.
Este endemică în Taiwan. Conform Catalogue of Life specia Atherigona santimensis nu are subspecii cunoscute.